# NNNモーニング7
『NNNモーニング7』（エヌエヌエヌ モーニングセブン）とは、1972年1月1日から1974年3月31日まで日本テレビ系列（NNN）で放送された朝一番のニュース番組である。前番組は『NNNあさ7時のニュース』。

## 放送時間
- 月曜 - 土曜 7:00 - 7:20、日曜 7:00 - 7:10

## キャスター
- 不明

## 放送局
- 日本テレビ（キー局）
- 札幌テレビ
- 青森放送 - 1973年9月までは『RABニュースレーダー』に内包。
- 秋田放送
- テレビ岩手
- 山形放送
- 福島中央テレビ
- 新潟総合テレビ
- 山梨放送
- 北日本放送
- 福井放送
- 名古屋放送（1973年3月まで） → 中京テレビ（1973年4月以降） - 中京広域圏においてNNN加盟局の変更に伴う。
- 読売テレビ
- 日本海テレビ - 1972年9月に島根県への取材も開始した。
- 広島テレビ
- 山口放送
- 四国放送 - 1972年9月までは全曜日、以後は週末版のみをネット。
- 西日本放送 - 当時の放送エリアは香川県のみ。
- 南海放送 - 週末版のみをネット。
- 高知放送
- 福岡放送
- テレビ長崎
- テレビ大分 - 日曜版については未ネット。
- 鹿児島テレビ

| 日本テレビおよびNNN系列 朝のNNNニュース | 日本テレビおよびNNN系列 朝のNNNニュース | 日本テレビおよびNNN系列 朝のNNNニュース             |
| 前番組 | 番組名                                  | 次番組                                              |
| --- | --------------------------------------- | --------------------------------------------------- |
| NNNあさ7時のニュース | NNNモーニング7                          | NNN朝のニュース                                     |
| 日本テレビ系列 月曜 - 土曜7:00 - 7:20枠 |                                         |                                                     |
| NNNあさ7時のニュース ※7:00 - 7:10NNNスポーツニュース ※7:10 - 7:15 【10分繰り下げて継続】おはよう!こどもショー ※7:15 - 8:00 【10分繰り下げて継続】 | NNNモーニング7                          | おはよう!こどもショー ※7:00 - 7:45 【25分繰り上げ】 |
| 日本テレビ系列 日曜7:00 - 7:10枠 |                                         |                                                     |
| NNNあさ7時のニュース | NNNモーニング7                          | おはよう!こどもショー ※7:00 - 7:45                  |

| スタブアイコン | サブスタブ | この項目は、まだ閲覧者の調べものの参照としては役立たない、テレビ番組に関連した書きかけの項目です。この項目を加筆・訂正などしてくださる協力者を求めています（P:テレビ/PJ:放送または配信の番組）。 |